# Lawrence A. Cunningham
Lawrence A. Cunningham (* 10. Juli 1962) ist ein US-amerikanischer Buchautor und Professor für Rechtswissenschaften am Boston College sowie an der George Washington University. In seinen Büchern widmet er sich vornehmlich der Anlagestrategie Value Investing. Er verfasste außerdem zahlreiche Artikel für Zeitungen und Magazine, u. a. für die Financial Times und das Wall Street Journal.

## Veröffentlichungen
- The Essays of Warren Buffett: Lessons for Corporate America, The Cunningham Group
- How to Think Like Benjamin Graham and Invest Like Warren Buffett, McGraw-Hill
- What Is Value Investing?, McGraw-Hill
- Outsmarting the Smart Money : Understand How Markets Really Work and Win the Wealth Game, McGraw-Hill